# 20世紀フォックス・ワールド
20世紀フォックス・ワールド（英: 20th Century Fox World）はかつてドバイとマレーシアに開園予定だった20世紀フォックスの映画をテーマとしたテーマパークである。

## 概要
『アイスエイジ』、『ブルー 初めての空へ』、『エイリアンVSプレデター』、『猿の惑星』、『タイタニック』『インデペンデンス・デイ』などといった実写映画から『ザ・シンプソンズ』といった20世紀フォックス・アニメーションまで幅広い年代に楽しんでもらうため20世紀フォックス、または傘下のフォックス・サーチライト・ピクチャーズ、ブルースカイ・スタジオ、ゼロ・デイ・フォックスといった世界的に有名なハリウッド作品をアトラクションやレストラン、世界観を表現した大型テーマパークになると発表されていた。過激なアトラクションから子ども向けのアトラクションまで、客にアトラクションの「没入型の体験」を最大限に思う存分楽しんでもらうように設計していた。
広さは 10 ha (100,000 m2) と発表され、フォックスはテーマパークの周辺を長期滞在型のリゾート化を目指して建設しており、20世紀フォックス・ワールド内にはフォックスの作品を題材としたリゾートホテル、グッズ等を販売するショッピングモールも建設していた。
当初は2016年の開園を予定していた。しかしその後に何度も延期となり、最終的には当時2019年上半期のオープン予定となっていた。

## プロジェクト凍結理由
建設が進められていた一方、2019年3月に20世紀フォックスの親会社である21世紀フォックスがウォルト・ディズニー・カンパニーに買収の結果、20世紀フォックスがウォルト・ディズニー・スタジオ（ウォルト・ディズニー・モーション・ピクチャーズ・グループの一部）傘下となった。ディズニーはディズニーパークという世界的に有名なテーマパークを所有しており、ディズニーパークを運営しているディズニー・パークス・エクスペリエンス・プロダクツは建設途中で白紙撤回させた。
これによりマレーシアの建設会社であるゲンティン・グループは、白紙撤回は不当だとフォックスを訴えた。一方のフォックスは、プロジェクトの失敗の原因はあくまでゲンティン側にあると反論した。最終的には、マレーシアのパークの名前にフォックスの名を使わず「ゲンティン・スカイワールド」として開業させ、いくつかのアトラクションでフォックス作品を利用することが出来るとして和解した。